# Canton de Gordes
Le canton de Gordes est une ancienne division administrative française, située dans le département de Vaucluse en région Provence-Alpes-Côte d'Azur.

## Histoire
Le canton est supprimé par le décret du 28 février 2014 qui entre en vigueur à l'issue des élections départementales de mars 2015. Les communes qui le composaient sont réunies au canton d'Apt.

## Composition
Le canton de Gordes comprenait 8 communes :
| Nom                | Code Insee | Intercommunalité             | Superficie (km2) | Population (dernière pop. légale) | Densité (hab./km2) |
| ------------------ | ---------- | ---------------------------- | ---------------- | --------------------------------- | ------------------ |
| Gordes (chef-lieu) | 84050      | CA Luberon Monts de Vaucluse | 48,04            | 1 961 (2014)                      | 41                 |
| Beaumettes         | 84013      | CA Luberon Monts de Vaucluse | 2,59             | 247 (2014)                        | 95                 |
| Goult              | 84051      | CC Pays d'Apt-Luberon        | 23,77            | 1 139 (2014)                      | 48                 |
| Joucas             | 84057      | CC Pays d'Apt-Luberon        | 8,29             | 329 (2014)                        | 40                 |
| Lioux              | 84066      | CC Pays d'Apt-Luberon        | 38,89            | 250 (2014)                        | 6,4                |
| Murs               | 84085      | CC Pays d'Apt-Luberon        | 31,27            | 419 (2014)                        | 13                 |
| Roussillon         | 84102      | CC Pays d'Apt-Luberon        | 29,77            | 1 339 (2014)                      | 45                 |
| Saint-Pantaléon    | 84114      | CC Pays d'Apt-Luberon        | 0,78             | 213 (2014)                        | 273                |

## Représentation

### Conseillers généraux de 1833 à 2015
| Période   | Période       | Identité                                   | Étiquette                | Qualité                                                                          |
| --------- | ------------- | ------------------------------------------ | ------------------------ | -------------------------------------------------------------------------------- |
| 1833      | 1848          | Antoine Charles Elzéar de Proal de Zanobis |                          | Maire de Gordes (1833-1848)                                                      |
| 1848      | 1861          | Louis-Isidore Moulin                       |                          | Notaire, maire de Gordes (1855-1866)                                             |
| 1861      | 1870          | Adrien Hilarion Edouard Frédéric Merle     |                          | Général de brigade                                                               |
| juin 1870 | novembre 1870 | Charles Paul Roustan                       |                          | Maire de Gordes (1866-1879)                                                      |
| 1870      | 1871          | M. Arnaud                                  |                          | Membre de la commission départementale                                           |
| 1871      | 1874          | Bruno Vayson                               | Républicain              | Juge de paix à Gordes                                                            |
| 1874      | 1880          | Charles Paul Roustan                       | Droite                   | Maire de Gordes (1866-1879)                                                      |
| 1880      | 1896 (décès)  | Bruno Vayson                               | Républicain              | Juge de paix à Gordes                                                            |
| 1896      | 1904          | Camille Mathieu                            | Républicain              | Fabricant d'ocres, maire de Roussillon, conseiller d'arrondissement              |
| 1904      | 1910          | Fortuné Savournin                          | Radical                  | Pharmacien à L'Isle-sur-la-Sorgue                                                |
| 1910      | 1919          | Samuel Germain                             | Républicain progressiste | Propriétaire - Maire de Gordes (1889-1920)                                       |
| 1919      | 1939 (décès)  | André Vayson de Pradenne                   | Conservateur             | Ingénieur, préhistorien, maire de Murs                                           |
| 1939      | 1940          | Siège vacant                               |                          |                                                                                  |
|           |               |                                            |                          |                                                                                  |
| 1942      | 1945          | Charles Auquier (1897-1977)                |                          | Notaire Maire de Roussillon Nommé conseiller départemental en 1942               |
|           |               |                                            |                          |                                                                                  |
| 1945      | 1958          | Lucien Montret                             | PCF puis DVG             | Professeur Maire de Goult (1945-1971)                                            |
| 1958      | 1976          | Justin Bonfils (1906-1978)                 | CNIP                     | Maire de Gordes (1947-1977)                                                      |
| 1976      | 1994          | René Richard                               | PCF                      | Agriculteur Maire de Goult (1971-1995)                                           |
| 1994      | 2015          | Maurice Chabert                            | RPR puis UMP             | Professeur retraité Maire de Gordes (1983-2015) Elu en 2015 dans le Canton d'Apt |

### Conseillers d'arrondissement (de 1833 à 1940)
Le canton de Gordes avait deux conseillers d'arrondissement.
| Période                                  | Période          | Identité                                  | Étiquette   | Qualité |
| ---------------------------------------- | ---------------- | ----------------------------------------- | ----------- | --- |
| 1833                                     |                  | Pierre Antoine Donnier                    |             | Propriétaire à Gordes                                                                                       |
| 1833                                     |                  | M. Roustant                               |             | Notaire, conseiller municipal de Gordes                                                                     |
|                                          |                  |                                           |             | |
|                                          | 1890 (décès)     | Joseph François Antoine Porte (1807-1890) |             | Propriétaire à Goult                                                                                        |
|                                          |                  |                                           |             | |
| 1892                                     | 1900 (décès)     | Hilarion Grégoire                         | Républicain | Maire de Goult, suppléant du juge de paix                                                                   |
| 1892                                     | 1895             | M. Bernard                                | Républicain | |
| 1895                                     | 1896 (démission) | Camille Mathieu                           | Républicain | Fabricant d'ocres, maire de Roussillon                                                                      |
|                                          |                  |                                           |             | |
| 1907                                     |                  | Hippolyte-Amable Cahuzac                  |             | Maire de Goult                                                                                              |
| 1907                                     |                  | Alfred Perrottet                          |             | Cultivateur à Joucas                                                                                        |
|                                          |                  |                                           |             | |
|                                          | 1924 (décès)     | M. Casteau                                | Radical     | |
| 1924                                     | 1940             | Émile Casteau                             | Radical     | |
| 1940                                     |                  |                                           |             | Les conseils d'arrondissement ont été suspendus par la loi du 12 octobre 1940 et n'ont jamais été réactivés |
| Les données manquantes sont à compléter. |                  |                                           |             | |

## Démographie
| 1962  | 1968  | 1975  | 1982  | 1990  | 1999  | 2006  | 2011  | 2012  |
| ----- | ----- | ----- | ----- | ----- | ----- | ----- | ----- | ----- |
| 3 803 | 4 162 | 4 668 | 5 067 | 5 791 | 5 889 | 5 978 | 5 948 | 5 890 |